# IC 223
IC 223 ist eine irreguläre Galaxie vom Hubble-Typ IBm im Sternbild Walfisch südlich der Ekliptik. Sie ist rund 69 Millionen Lichtjahre von der Milchstraße entfernt und hat einen Durchmesser von etwa 20.000 Lj. Gemeinsam mit NGC 899 und NGC 907 bildet sie das gravitativ gebundene Galaxientrio KTS 16.

Das Objekt wurde am 19. November 1887 vom US-amerikanischen Astronomen Frank Muller entdeckt.